# Tiro con l'arco ai XV Giochi paralimpici estivi
Le gare di tiro con l'arco dei XV Giochi paralimpici estivi si sono svolte dal 10 al 17 settembre 2016 presso il Sambodromo di Rio de Janeiro. Vi hanno preso parte 140 atleti provenienti da 40 nazioni

## Calendario
| Tiro con l'arco ai XV Giochi paralimpici estivi | Tiro con l'arco ai XV Giochi paralimpici estivi | Tiro con l'arco ai XV Giochi paralimpici estivi | Tiro con l'arco ai XV Giochi paralimpici estivi | Tiro con l'arco ai XV Giochi paralimpici estivi | Tiro con l'arco ai XV Giochi paralimpici estivi | Tiro con l'arco ai XV Giochi paralimpici estivi | Tiro con l'arco ai XV Giochi paralimpici estivi | Tiro con l'arco ai XV Giochi paralimpici estivi | Tiro con l'arco ai XV Giochi paralimpici estivi | Tiro con l'arco ai XV Giochi paralimpici estivi |
| Evento                                          | Evento                                          | Sab 10                                          | Dom 11                                          | Lun 12                                          | Mar 13                                          | Mer 14                                          | Gio 15                                          | Ven 16                                          | Sab 17                                          | Totale                                          |
| ----------------------------------------------- | ----------------------------------------------- | ----------------------------------------------- | ----------------------------------------------- | ----------------------------------------------- | ----------------------------------------------- | ----------------------------------------------- | ----------------------------------------------- | ----------------------------------------------- | ----------------------------------------------- | ----------------------------------------------- |
| Uomini                                          | Composto                                        | Open – W1                                       |                                                 |                                                 |                                                 | Open                                            |                                                 | W1                                              |                                                 | 3                                               |
| Uomini                                          | Ricurvo                                         | Open                                            |                                                 |                                                 | Open                                            |                                                 |                                                 |                                                 |                                                 | 3                                               |
| Donne                                           | Composto                                        | Open – W1                                       |                                                 |                                                 |                                                 |                                                 |                                                 | Open                                            | W1                                              | 3                                               |
| Donne                                           | Ricurvo                                         | Open                                            |                                                 |                                                 |                                                 |                                                 | Open                                            |                                                 |                                                 | 3                                               |
| Miste                                           | Composto                                        | Open – W1                                       |                                                 | Open                                            |                                                 |                                                 |                                                 |                                                 | W1                                              | 3                                               |
| Miste                                           | Ricurvo                                         | Open                                            | Open                                            |                                                 |                                                 |                                                 |                                                 |                                                 |                                                 | 3                                               |
| Totale                                          | Totale                                          |                                                 | 1                                               | 1                                               | 1                                               | 1                                               | 1                                               | 2                                               | 2                                               | 9                                               |

|  | Qualificazioni |  | Finali |

## Podi

### Uomini
| Evento                          | Cat. | Oro               | Argento                 | Bronzo               |
| ------------------------------- | ---- | ----------------- | ----------------------- | -------------------- |
| Composto individuale (dettagli) | W1   | John Walker       | David Drahoninsky       | Peter Kinik          |
| Composto individuale (dettagli) | Open | Andre Shelby      | Alberto Luigi Simonelli | Jonathon Milne       |
| Ricurvo individuale (dettagli)  | Open | Gholamreza Rahimi | Hanreuchai Netsiri      | Ebrahim Ranjbarkivaj |

### Donne
| Evento                          | Cat. | Oro              | Argento     | Bronzo           |
| ------------------------------- | ---- | ---------------- | ----------- | ---------------- |
| Composto individuale (dettagli) | W1   | Jessica Stretton | Jo Frith    | Vicky Jenkins    |
| Composto individuale (dettagli) | Open | Zhou Jiamin      | Lin Yueshan | Kim Mi Soon      |
| Ricurvo individuale (dettagli)  | Open | Zahra Nemati     | Wu Chunyan  | Milena Olszewska |

### Misto
| Evento                        | Cat. | Oro                                | Argento                                 | Bronzo                                           |
| ----------------------------- | ---- | ---------------------------------- | --------------------------------------- | ------------------------------------------------ |
| Composto a squadre (dettagli) | W1   | Gran Bretagna John Walker Jo Frith | Corea del sud Koo Dong-Sub Kim Ok-Geum  | Repubblica ceca Sarka Musilova David Drahoninsky |
| Composto a squadre (dettagli) | Open | Cina Zhou Jiamin Ai Xinliang       | Gran Bretagna Jodie Grinham John Stubbs | Corea del Sud Kim Mi Soon Lee Ouk Soo            |
| Ricurvo a squadre (dettagli)  | Open | Cina Wu Chunyan Zhao Lixue         | Iran Zahra Nemati Ebrahim Ranjbarkivaj  | Italia Elisabetta Mijno Roberto Airoldi          |